# رائحة خلف أنفية
تمثل الرائحة خلف الأنفية، أو الشم خلف الأنفي، القدرة على إدراك بُعد النكهة للأطعمة والمشروبات. الرائحة خلف الأنفية نموذج حسي ينتج حسًا بالنكهة. يمكن وصفه بأنه مزيج من الرائحة التقليدية (رائحة أنفية) وحس الذوق. تخلق الرائحة خلف الأنفية حسًا ذوقيًا من جزيئات الرائحة القادمة من الأطعمة أو المشروبات التي تنتقل عبر الممرات الأنفية في أثناء مضغها. عندما يستخدم الناس مصطلح «الرائحة»، فإنهم عادة ما يشيرون إلى «رائحة عبر الأنف»، أو إدراك جزيئات الرائحة التي تدخل من خلال الأنف والممرات الأنفية. الرائحة خلف الأنفية بالغة الأهمية لاختبار نكهة الأطعمة والمشروبات. يجب أن تُختبر النكهة من خلال الذوق، والذي يميز خمسة أبعاد للطعم: (1) حلو، (2) مالح، (3) مر، (4) حامض، (5) أومامي. من أجل إدراك أي طعم يتجاوز هذه الأبعاد الخمسة، مثل التمييز بين نكهة التفاح والكمثرى على سبيل المثال، لابد من حاسة الشم خلف الأنفية.

## التاريخ
من الناحية التطورية، افترض منذ فترة طويلة أن الرائحة أقل أهمية بالنسبة للبشر، خاصة بالمقارنة مع الرؤية. تهيمن الرؤية على إدراك البشر للمحفزات، لكن الباحثين يجادلون الآن بأن إشارات الرائحة مفيدة للغاية للبشر على الرغم من كون هذا الأمر أقل وضوحًا. قبل وفاته في عام 1826، نشر المُشتغل بفن الأكل بريلات سافارين كتابه، فيزيولوجيا الذوق، المسمى أيضًا تأملات في فن الأكل الغامض: عمل نظري وتاريخي وعملي، ذكر فيه أولًا أهمية الرائحة في «الحس الشامل» للذوق. يعرف الذوق بأنه يشمل أبعاد الذوق الخمسة بالإضافة إلى النكهة التي يقدمها جهاز الأنف. يستعرض أفيري غيلبرت، في كتابه «الأنف يعلم»، أعمال هنري تي فينك، الذي كان فيلسوفًا أمريكيًا في أواخر القرن التاسع عشر ونشر مقالًا رائدًا بعنوان «القيمة الذوقية للروائح». وصف فلينك النكهة بأنها «الطريقة الثانية للشم»، وركزت الكثير من الاستقصاءات العلمية اللاحقة في أوائل القرن العشرين على محاولة تقسيم أبعاد الرائحة إلى فئات أساسية، وهو إنجاز ثبت أنه معقد للغاية بسبب العدد الهائل من الروائح وتعقيدها.
يستفيد خبراء الطعام والطهاة من الفهم الحديث لدور الشم في الإحساس بالنكهة. توسع عالما الأغذية نيكولاس كورتي وهيرفي ذيس في فيزيولوجيا النكهة وأهميتها في فنون الطهي. في عام 2006، نشر ذيس كتابه، فن الطهو الجزيئي: استكشاف علم النكهة، يستكشف فيه الآليات الفيزيائية التي تؤدي إلى الإحساس بالنكهة. أثر كورتي وذيس على باحثين آخرين، مثل هارولد ماكجي، الذي نُقح كتابه الصادر عام 1984، بعنوان «عن الطعام والطبخ: علم وتقاليد المطبخ»، بشكل كبير في عام 2004 ومازال مرجعًا رئيسيًا في الفهم العلمي لإعداد الطعام. وصف كتابه من قبل الشخصية التلفزيونية ألتون براون بأنه «حجر رشيد في عالم الطهي». سيستمر هذا التقدم الكبير في فهم الآليات الكامنة وراء الإحساس بنكهات الأطعمة المختلفة في إلهام العاملين في فن الطهي لإنشاء خلطات ووصفات جديدة.
أحد أكثر علماء النفس الغذائي نشاطًا اليوم بول روزن، هو أول من نجح في رسم خريطة لدور الرائحة خلف الأنفية في الإحساس بالنكهة. في عام 1982، أوضح أن الشم «حاسة مزدوجة» وميز بشكل صريح بين الرائحة خلف الأنفية والرائحة عبر الأنف. يصف روزن الرائحة عبر الأنف بأنها «شهيق» والرائحة خلف الأنفية بأنها «زفير». في عام 1982، ابتكر تجربة درب فيها المشاركين على التعرف بدقة على الروائح عبر الأنف قبل إدخالها إلى الجزء الخلفي من الفم، وعند تلك النقطة انخفض معدل النجاح في تحديد الرائحة بشكل كبير، ما يدل على أن الشم يعمل من خلال آليتين متميزتين. مثاله المفضل على هذه الازدواجية جبن ليمبورغر، المعروف بأنه منفر عند استنشاقه عبر الأنف ومحبب في الفم.
نُشر كتاب علم الطهو العصبي في 2012 لكاتبه غوردون موراي شيبرد يقدم لمحة عامة عن الطريقة التي ينظر بها إلى الرائحة في البشر. يتضمن الكتاب مراجعة مفصلة لكيفية نشوء الإحساس بالنكهة من خلال الرائحة خلف الأنفية بالمشاركة مع الذوق. بعد النظر بشكل شامل للأساس العصبي لتحديد النكهات والتعرف عليها وتفضيلها، يستكشف شيبرد الآثار السياسية والاجتماعية المحتملة للوصول إلى فهم أعمق للإحساس بالنكهة، مثل أسباب السمنة والمخاوف من فقدان حس الشم في الشيخوخة.

## نظرة عامة على مسار الرائحة
لفهم آلية الشم بشكل أفضل، يقدم المقال شرحًا مبسطًا لمسار الرائحة. عندما يمضغ البشر الطعام، تُدفع مركبات النكهة المتطايرة عبر البلعوم الأنفي ومستقبلات الرائحة.

### الظهارة الشمية
المحطة الأولى في الجهاز الشمي هي الظهارة الشمية، أو الأنسجة التي تستقر على سطح تجويف الأنف الذي يضم مستقبلات الرائحة. مستقبلات الرائحة خلايا عصبية ثنائية القطب تستقبل الروائح من الهواء وتتجمع عند العصب الشمي قبل تمرير المحاور العصبية إلى تغصنات الخلايا التاجية في البصلة الشمية. تكون المستقبلات الحسية في الفم والأنف مُستقطبة في حالة الراحة، ويزول الاستقطاب استجابة لبعض التغيرات في البيئة، مثل ملامسة جزيئات الرائحة. ترتبط جزيئات الرائحة، التي تتكون من سلاسل هيدروكربونية ذات مجموعات وظيفية، بالمستقبلات الحسية في الأنف والفم. تشمل خصائص المجموعات الوظيفية: (1) طول سلسلة الكربون، (2) المجموعة الطرفية، والتي تتوافق مع الاختلافات المرتبطة بالروائح المختلفة، (3) المجموعة الجانبية، (4) التماكب، (5) الشكل، (6) الحجم. عندما ترتبط جزيئات الرائحة بالمستقبلات الحسية، فإنها تفعل المستقبلات وفقًا لهذه الخصائص. تحتوي كل خلية شمية على نوع واحد من المستقبلات، ولكن يمكن «ضبط هذا المستقبل بشكل واسع» وتتفاعل جزيئات الرائحة بشكل إضافي على مستوى المستقبل، ما يعني أنه في بعض الحالات، قد لا يرتبط جزيء الرائحة بالمستقبل إذا كان وحيدًا، ولكن في حال وجود جزيء رائحة آخر، فإن الأول يرتبط بالمستقبل وبالتالي يخلق إحساسًا بالرائحة فقط في حال وجود الجزيء الثاني.

### البصلة الشمية
في البصلة الشمية، يكون لجزيئات الرائحة توضع مكاني. تعرف هذه التمثيلات المكانية باسم «صور الرائحة». يسمح التمثيل المكاني بالتثبيط الجانبي وتحسين التباين وضغط الكسب. تعزيز التباين حساس للتغيرات ويعزز المحفزات التي تتغير عوضًا عن تلك التي تكون في وضع الراحة. يزيد ضغط الكسب من الحساسية للمنبهات منخفضة الكثافة مع تقليل الحساسية للمنبهات عالية الكثافة. البصلة الشمية، التي لا يعرف عنها الباحثون كثيرًا، تميز الرائحة عن الحواس الأخرى لأنها تحدد انحرافات في المسار الحسي مميزة عن جميع الحواس الأخرى. أي أن جميع المعلومات الحسية غير الشمية تمر عبر المهاد بعد مستوى المستقبلات، ولكن معلومات الرائحة تدخل إلى منطقة متخصصة بها ما يمكن أن يشير إلى بدائية حاسة الشم و/أو اختلاف طريقة معالجة المعلومات الشمية في طريقها إلى القشرة. تحتوي البصلة الشمية على الكبيبات، أو موصلات الخلايا، التي تتلاقى عندها آلاف المستقبلات من نفس النوع، بالإضافة إلى الخلايا التاجية. يسمح هذا التنظيم بتمثيل كمية هائلة من المعلومات على نحو موجز دون الحاجة إلى عدد كبير من أنواع المستقبلات. يطلق على محصلة معلومات الرائحة تسمية «صورة الرائحة» على مستوى البصلة الشمية.